# أييتا
أييتا هي كومونا في مقاطعة كزنسة في منطقة قلورية بجنوب إيطاليا، وجاء اسم المدينة من المصطلح اليوناني "αετός" والذي يعني "النسر". تقع المدينة داخل حديقة بولينو الوطنية، ويبلغ ارتفاع مركزها 524 مترًا.